# 哈里·斯特普利
哈里·斯特普利（英語：Harry Stapley，1883年4月29日—1937年4月29日），英国男子足球运动员，司职前锋。他曾代表英国国家队参加1908年夏季奥林匹克运动会足球比赛，获得一枚金牌。